# Adolfos Panzerwels
Adolfos Panzerwels (Hoplisoma adolfoi, Synonym: Corydoras adolfoi) ist eine Panzerwelsart, die ausschließlich in einem kleinen Bereich des oberen Rio Negro bei São Gabriel da Cachoeira in Brasilien vorkommt. Die Art wurde von Burgess 1982 im Tropical Fish Hobbyist Magazin erstbeschrieben. Der Artzusatz adolfoi bezieht sich auf den Zierfisch-Sammler und -Exporteur Adolfo Schwartz von Turkys Aquarium in Manaus, „der T.F.H. Publications eine große Hilfe beim Auffinden seltener, interessanter und unbekannter Fische war“.

## Merkmale
Der bis zu 5,7 Zentimeter lange Panzerwels ähnelt stark dem Imitator-Panzerwels (Brochis imitator) und Gastrodermus nijsseni, unterscheidet sich von diesen aber durch einen roten Fleck vor der Rückenflosse. Allen drei Arten gemeinsam ist der dorsale, entlang der Rückenregion verlaufende dunkle Streifen und die dunkle „Gesichtsmaske“, haben das gleiche Verbreitungsgebiet, aber eine leicht unterschiedliche Kopfform und ernähren sich unterschiedlich, ein Fall von Müller’scher Mimikry.

## Lebensraum und Lebensweise
Adolfos Panzerwels ist ein bodenbewohnender Fisch, dessen Habitat kleine Schwarzwasserflüsse und überflutete Regenwälder umfasst, wie sie am Oberlauf des Rio Negro häufig sind. Charakteristisch für diese Lebensräume ist der niedrige pH-Wert, der durch die gelösten Huminsäuren bedingt ist, sowie die Elektrolyt-, Nährstoff- und Sauerstoffarmut.
Die Fortpflanzung findet in Sümpfen, Tümpeln oder Fließgewässern statt. Die etwa 30 Eier werden in kleinen Gruppen an Wasserpflanzen abgelegt. Die Jungtiere schlüpfen bei einer Wassertemperatur von 26° Celsius nach vier Tagen.

## Gefährdung
Adolfos Panzerwels lässt sich gut in Aquarien halten und nach der Entdeckung der Art im Jahr 1982 wurden tausende Tiere aus dem natürlichen Lebensraum entnommen. Die International Union for Conservation of Nature and Natural Resources listet die Art auf der Roten Liste trotzdem als ungefährdet (Least Concern), da das Verbreitungsgebiet zwar beschränkt, aber für Fischer und Fänger teilweise schwer zugänglich ist.